# Синешапочный ракетохвостый попугай
Синешапочный ракетохвостый попугай (лат. Prioniturus discurus) — птица из отряда попугаеобразных.

## Внешний вид
Длина тела 27 см. Основная окраска оперения зелёная. Темя синее, подхвостье синеватое, подкрылья тёмные, кроющие перья крыла зелёные. Клюв беловатый. Впервые описан Луи Жан Пьером Вьейо в 1822 году.

## Распространение
Обитают на Филиппинах.

## Образ жизни
Населяют влажные тропические леса, мангровые заросли до высоты 1750 м над уровнем моря. Живут небольшими группами от 5 до 12 особей. Питаются фруктами, ягодами, орехами и семенами.